# Sainte-Croix (Belgique)
Pour le village néerlandais situé dans la commune de L'Écluse, voir Sint-Kruis (Pays-Bas).
Sainte-Croix, en néerlandais Sint-Kruis est une section de la ville belge de Bruges située en Région flamande dans la province de Flandre-Occidentale. C'était une commune à part entière avant la fusion des communes de 1971.
On y trouve une base marine belge et le Château de Male.

## Démographie

### Évolution démographique
- Sources : INS, Rem. : 1831 jusqu'en 1961 = recensements[4].

## Galerie

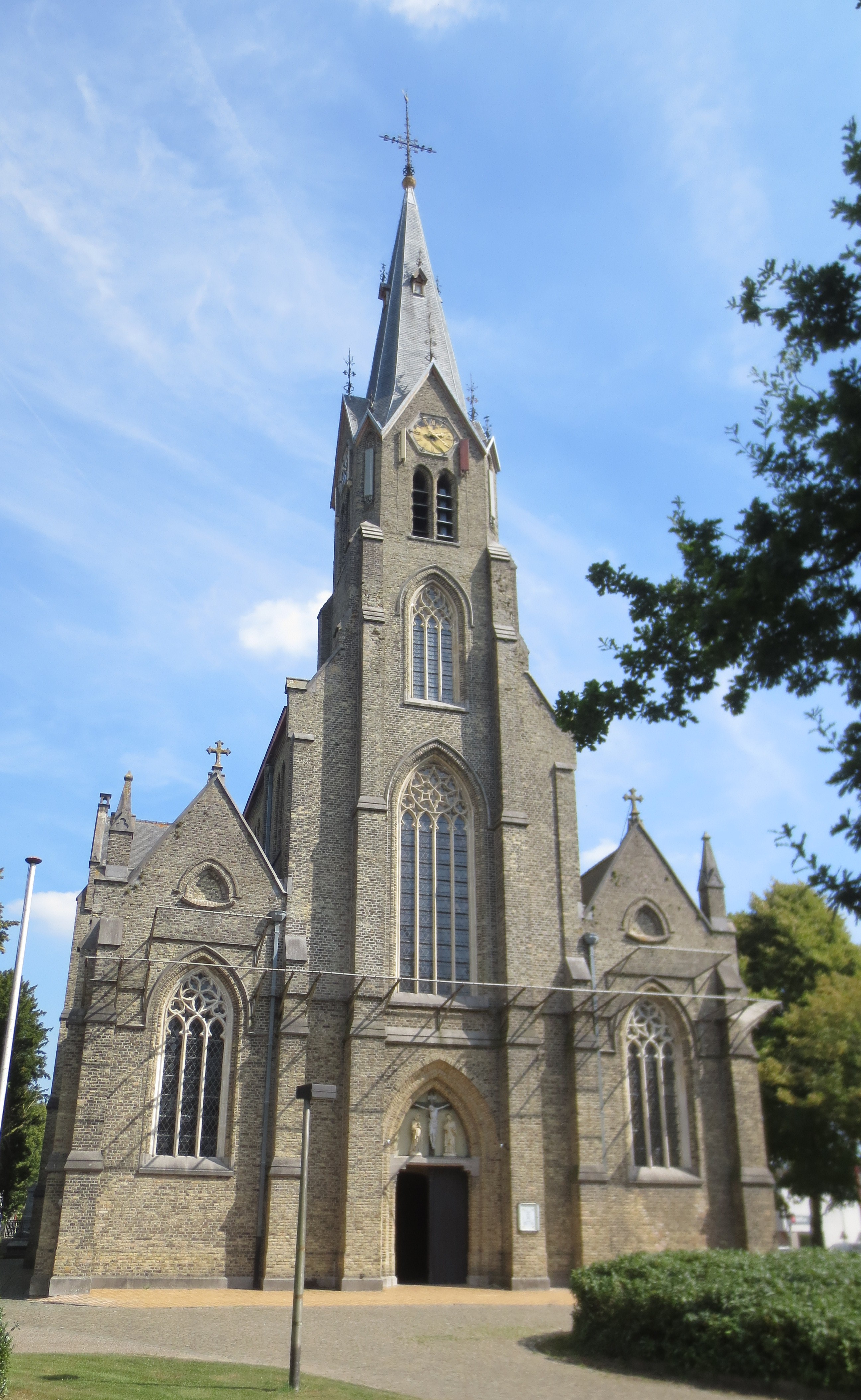
L'église.
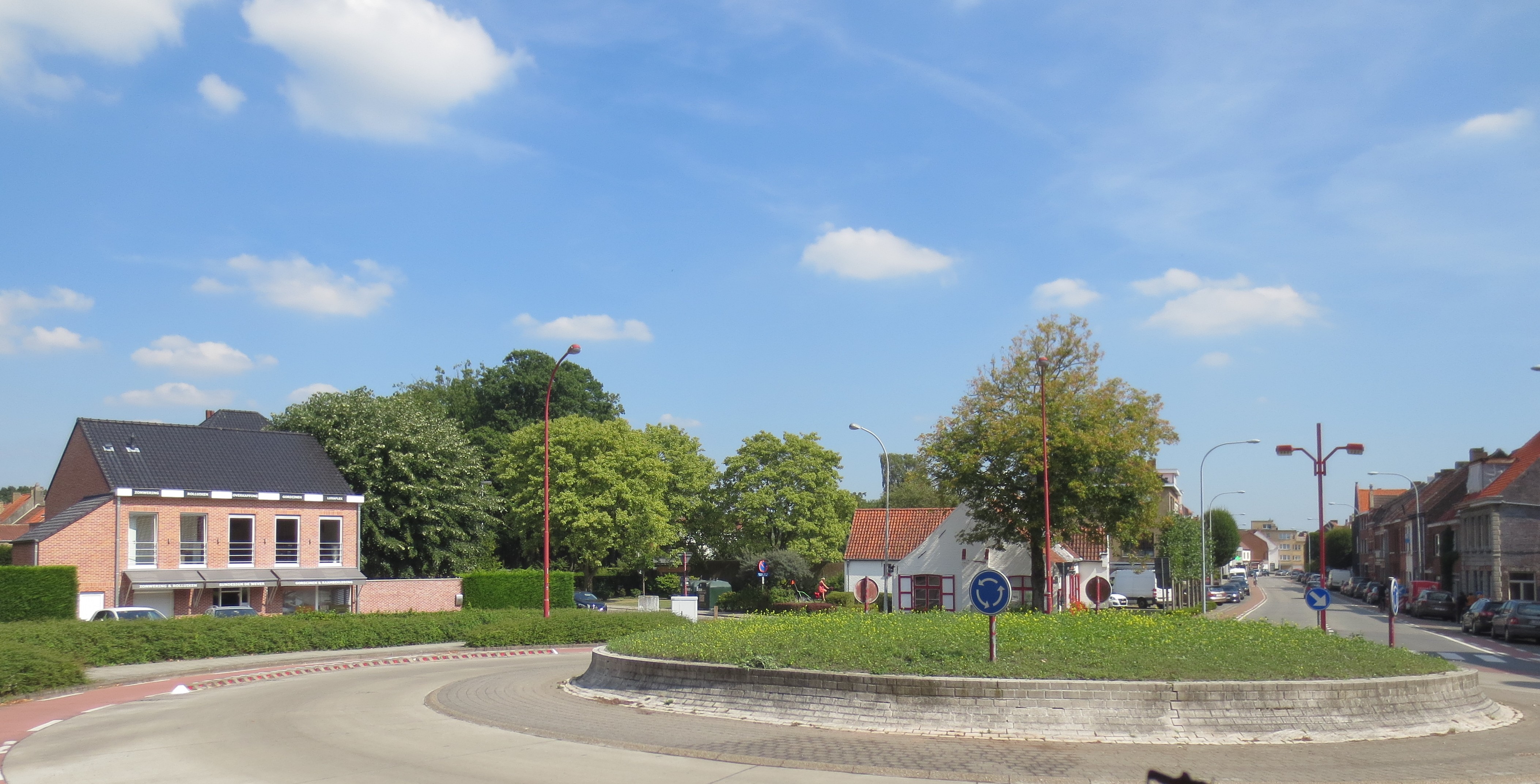
Le rond-point.
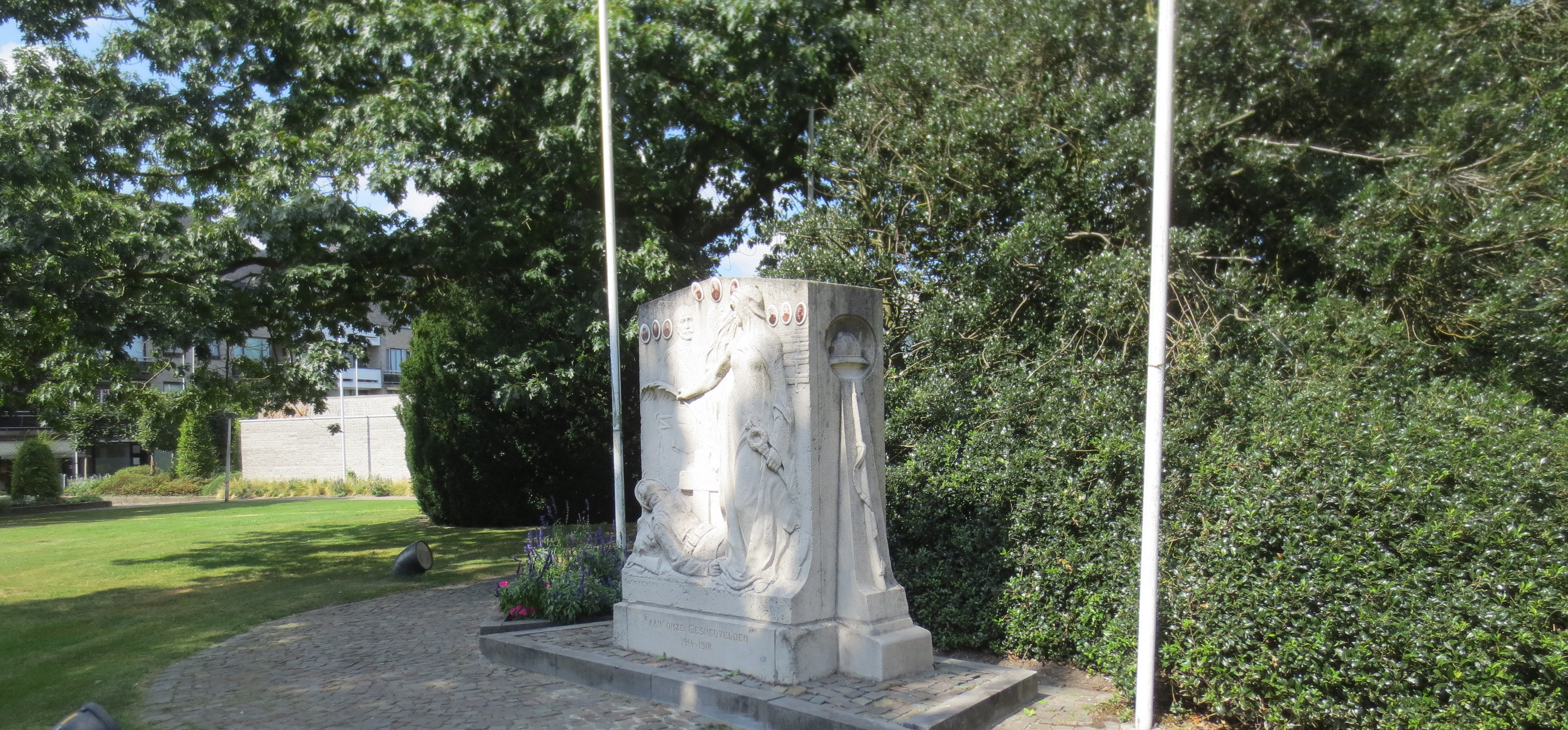
Le monument aux morts.
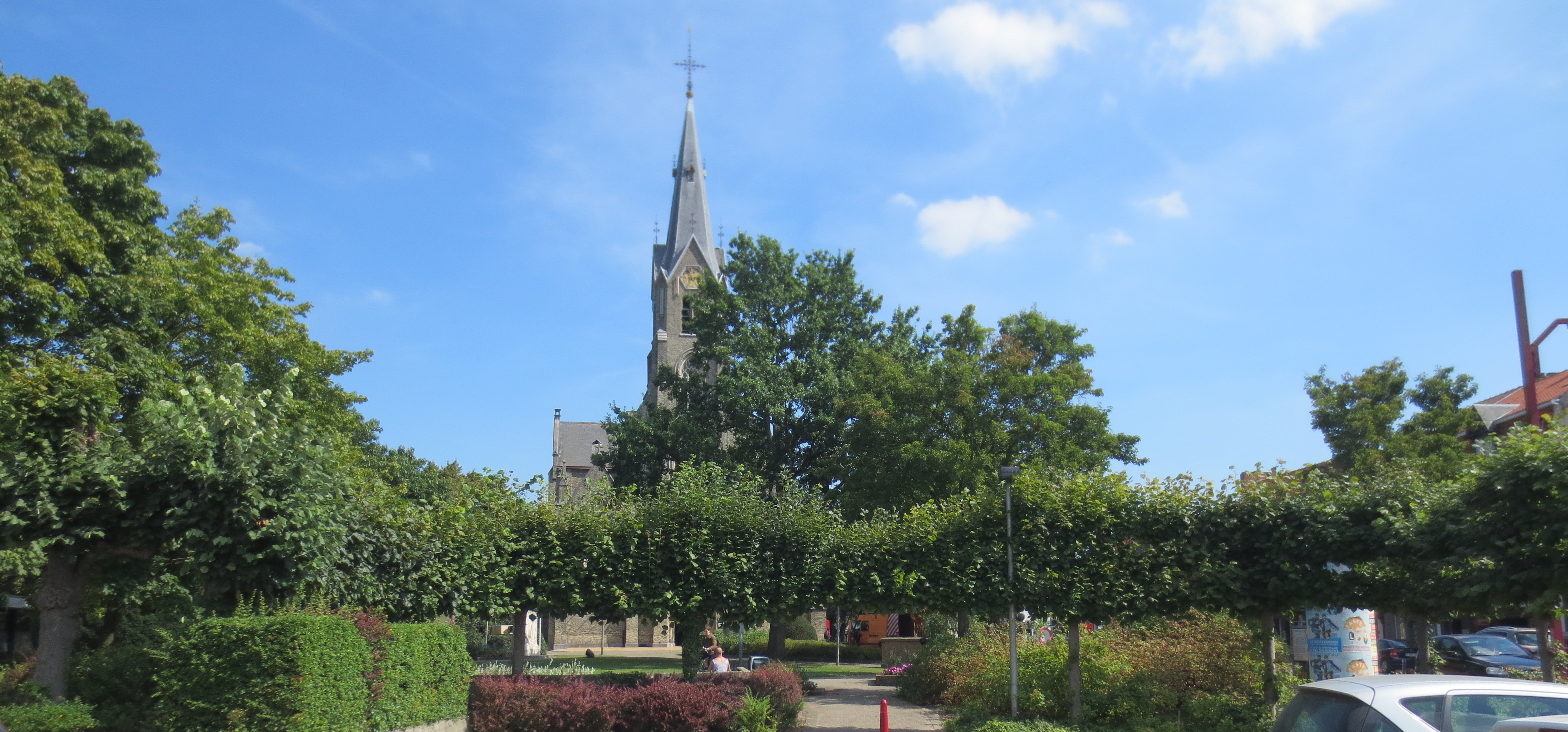
Vue panoramique.

## Dans la culture
Dans son roman « Le démon de Sainte-Croix », Stanislas-André Steeman imagine que le village est victime d’un tueur en série. 